# Ololygon melanodactyla
Ololygon melanodactyla é uma espécie de anfíbio da família Hylidae. Endêmica do Brasil, pode ser encontrada nos estados do Alagoas, Sergipe, Bahia e Espírito Santo.